# Lambareiði
Lambareiði [ˈlambaɹˌaijɪ] és un poble de l'illa d'Eysturoy, a les illes Fèroe. Forma part del municipi de Runavík. L'1 de gener del 2021 tenia només 7 habitants. La localitat és una de les moltes que hi ha a la riba est del Skalafjørður, les quals formen una gran aglomeració urbana de 10 km d'extensió al llarg de la costa.
Lambareiði significa "isme de Lamba" (-eiði és istme), i deu el seu nom a la seva situació geogràfica.
La localitat es troba al punt més proper de la badia de Lamba, situada a l'est. Una petita carretera hi arriba a través d'un corredor entre muntanyes. Lambareiði està a la cruïlla de les carreteres 10, que ressegueix tota la riba esquerra del Skalafjørður i la 683, que arriba fins a la localitat de Lamba, situada a la badia del mateix nom.